# Tamizdat
A tamizdat olyan külföldön megjelent publikáció, amelynek hazai terjesztését a Szovjetunió uralta kommunista blokk rezsimjei tiltották. Mint a szamizdat, ez is orosz szó, de ez nem terjedt el olyan mértékben a magyar nyelvben, mint a szamizdat.
Bár a tamizdat behozása tiltott volt, mégis gyakran bekerült a kommunista országokba, így Magyarországra is. A tamizdatot felhasználó külföldi rádióadók – mint Magyarország esetében a  Szabad Európa rádió – sugárzását nem tudták betiltani, a tamizdat így elérte a belföldi közönséget. Gyakran leírták és sokszorosították, így szamizdat lett belőle.

## Külső hivatkozás
- Jevgenyij Popov szamizdatról, tamizdatról Archiválva 2006. október 18-i dátummal a Wayback Machine-ben Magyar Lettre, 38. szám (2000. ősz)
- Szamizdat és Tamizdat; oroszul